# Цицернакаберд
Спомен комплекс геноцида над Јерменима (јерм. Հայոց ցեղասպանության զոհերի հուշահամալիր) је званични спомен комплекс посвећен жртвама геноцида над Јерменима, изграђен 1967. године на брду Цицернакаберд (јерм. Ծիծեռնակաբերդ) у Јеревану. Сваке године 24. априла — на Дан сјећања геноцида над Јерменима — хиљаде Јермена окупља се у спомен комплексу како би одали почаст жртвама геноцида. Људи који се окупљају на Цицернакаберду полажу свјеже цвијеће из поштовања према људима који су погинули током спровођења геноцида. Током година, велики број политичара, умјетника, музичара, спортиста, као и вјерских личности посјетио је спомен комплекс. У централном дијелу комплекса гори „вјечна ватра”.
Музеј-институт геноцида над Јерменима (јерм. Հայոց ցեղասպանության թանգարան-ինստիտուտ) отворен је 1995. године.
Међу бројним страним државницима који су посијетили меморијални комплекс били су својевремено предсједници Србије Борис Тадић и Томислав Николић, те предсједница парламента Србије Маја Гојковић.